# I.J. Unsgaard
Iver Johan Unsgaard (4. september 1798 – 16. september 1872) var en dansk politiker, der var indenrigsminister, minister for Holsten og Lauenborg og stiftamtmand. Han var far til I.E.H.W. Unsgaard.

## Uddannelse og karriere
Han var født 4. september 1798 og søn af den norskfødte kammerråd, landinspektør Iver Unsgaard (d. 1818) og Bertha f. Lange (død 1847, 84 år gammel). Sin skoleundervisning fik Unsgaard først i Efterslægtselskabets Skole, senere, da han bestemtes til at studere, i Metropolitanskolen. Fra denne dimitteredes han til Universitetet 1817. I 1820 bestod han den juridiske embedseksamens teoretiske, i 1821 dens praktiske prøve. Unsgaards embedsbane gik gennem Rentekammeret. Efter allerede som juridisk student at have fået adgang til dette som volontær udnævntes han 1822 til kopist, 1826 til fuldmægtig i Rentekammerets Danske Kancelli og nåede allerede i Frederik VI's regeringstid højere stillinger i dette, 1831 som kammersekretær, 1835 tillige som kommitteret. Ved slutningen af 1840, omtrent et år efter Christian VIII's tronbestigelse, udnævntes Unsgaard til deputeret i Rentekammeret og chef for dettes første sektion. Fra Rentekammeret, hvor unsgård således havde nået en af de højeste stillinger, afgik han, efter tronskiftet, i september 1848, da han udnævntes til stiftamtmand for Fyens Stift og amtmand i Odense Amt. I denne stilling forblev han til juni 1856, da han kaldtes til minister.

## Minister
Han var indenrigsminister og i spidsen for Ministeriet for Monarkiets fælles indre Anliggender indtil december 1859, dog afbrudt af A.F. Kriegers ministertid 1856-58. Fra 1857-59 virkede han tillige som midlertidig minister for Holsten og Lauenborg. Fra 1849 til 1859 var Unsgaard med en kortere afbrydelse medlem af Rigsdagens Landsting, fra 1856 til 1863 valgt medlem af Rigsrådet. 7. juni 1866 mødte han atter som landstingsmand. Efter 1866 havde han ikke sæde i Rigsdagen. 1. januar 1860 vendte Unsgaard tilbage til stiftamtmandsembedet på Fyn og forblev i denne stilling til 1869. Da søgte han sin afsked og tilbragte som pensioneret sine sidste leveår hos sin søn i Thisted. Han døde 16. september 1872. 1854 var Unsgaard blevet kammerherre, og ved sin afgang som minister udnævntes han til gehejmekonferensråd. Dannebrogsordenens Storkors modtog han 1858.
De to halve år, i hvilke Unsgaard virkede som minister, stillede ham på en politisk fremtrædende plads og pålagde ham bl.a. deltagelse i de kampe, som dengang førtes eller tog deres begyndelse med hensyn til forholdet mellem monarkiets dele. Skønt han hverken attråede eller kom til på det politiske område at stå i første række, opfyldte han dog fuldt ud den politiske pligt, som forholdene medførte for ham i de ministerier (Bangs, Andræs, Halls), i hvilke han tog sæde. Et talende vidnesbyrd herfor er det, at han ikke veg tilbage for at overtage det allerede dengang for en dansk mand lidet lokkende hverv som holstensk minister, da opfordringen derom kom til ham. Det var imidlertid ikke tilbøjelighed eller indre kald, men netop kun pligtfølelse, der førte Unsgaard ind på det politiske felt. Tidligere opfordringer om at indtræde i ministeriet havde han ikke fulgt, og da han efter afskedigelsen 1859 fandt, at nu var hans pligt opfyldt, modstod han senere opfordringer om på ny at overtage nogen portefølje, endsige om at stilles i spidsen for et nydannet ministerium. Heller ikke havde de egentlig politiske debatter i de lovgivende forsamlinger, af hvilke han var medlem, nogen stærk tiltrækning for ham. Han havde vel varm sympati for den nye konstitutionelle udvikling; han var lige så lidt på dette som på andre områder hildet i fordomme; men forfatningsformen var for ham mindre væsentlig end sagernes realitet. Det var den saglige realitet, der optog hans interesser, den, der lå for hans evner, og den, i hvilken han under den ældre statsform havde udført et stort og anerkendelsesværdigt arbejde. Hvad der vil sikre Unsgaards eftermæle som en af fædrelandet fortjent mand, er derfor mindre den forholdsvis kortvarige ministerstilling, om end denne, udvortes set, falder stærkest i øjnene, men det arbejde for store og vigtige saglige opgaver, som han i løbet af et halvt århundrede i forskellige stillinger udførte.

## Virke som embedsmand
Allerede som fuldmægtig i Rentekammeret fik Unsgaard lejlighed til at medvirke ved et betydeligt lovarbejde fra den tid, nemlig stempelpapirsforordningen af 3. december 1828. En frugt af denne medvirkning var det «register» til forordningen, som han udgav 1829, Og som – 1845 suppleret af Hans Egede Schack – skabte et meget velkomment grundlag for lovens lette og sikre anvendelse. I senere højere stilling tilrettelagde han den Rentekammeret vedkommende del af det normalreglement, der fastsattes ved reskript af 11. april 1841, men adskillig tid forud var forberedt. Ganske særlig er der dog grund til at fæste opmærksomheden ved de vigtige love angående sager, hørende under Rentekammeret, der efter forudgået forhandling med provinsialstænderne fremkom i Christian VIII's tid. Som højtstillet embedsmand i Rentekammeret havde Unsgaard en hovedrolle i dette lovgivningsarbejde, blandt hvis frugter særlig kan nævnes: Forordningerne 20. maj 1840 om jagten, 24. juni 1840 om den nye matrikel, 8. juli 1840 om kasse- og regnskabsvæsenet og samme dato om amtstueoppebørsler, 29. september 1841 om vejvæsenet, 26. juni 1844 om fribefordringsvæsenet og 29. juli 1846 om vands afledning. Sammenstilles disse vigtige rentekammerlove med dem, der samtidig udgik fra kancelliet, får man et levende indtryk af den kendsgerning, at Christian VIII's regeringstid indtager en enestående plads i vor indre forvaltnings udvikling, og af den store rolle, de ledende mænd i de to nævnte afdelinger af centraladministrationen herved have spillet. For sin dels vedkommende medbragte Unsgaard til dette arbejde en grundig indsigt, som han ved sine embedsrejser sørgede for at øge, stor skarpsindighed og en arbejdsdygtighed, hvori kun få overgik ham. Hans autoritet på omfattende økonomiske og finansielle områder var uomtvistet. Den førte til, at en mængde særlige hverv betroedes ham. Således blev han under Christian VIII medlem af forsteksamenskommissionen, af jernbanekommissionen, af en kommission, der skulle undersøge og ordne kasse- og regnskabsforholdene i centraladministrationens mere specielle grene, under Frederik VII formand for landbokommissionen og for den kommission, der ordnede krigsskadeerstatningen mm. Også hos medborgere var denne autoritet anerkendt. Derom vidnede fx hans valg 1839 og senere genvalg til medlem af præsidiet for Det Kongelige Danske Landhusholdningsselskab, og at han 1857 blev medstifter af Bikuben. Som amtmand fik Unsgaard lejlighed til at følge og lede udførelsen af en række foranstaltninger, han selv tidligere i centraladministrationen havde arbejdet på som førstemand. Inden for den samme ramme faldt også vigtige sager, han som minister fik ordnet, således med hensyn til domænerne og reguleringen af Holstens bidrag til fællesudgifterne.
Dette store faglige arbejde, der her kun i enkelte hovedtræk har kunnet antydes, viser, at Unsgaard hørte til den kreds af udmærkede embedsmænd, som, efter at have virket i fremtrædende stillinger under den ældre statsform, var i stand til at hjælpe administrationen under den nye statsform over overgangsvanskelighederne, som trofaste vogtere af den kontinuitet i administrationen, der ikke ustraffet kan brydes. Bureaukrat i den forstand, at det også skulle præge personen, var Unsgaard imidlertid langtfra. Hans varme, af sand humanitet gennemtrængte følelse, hans intelligens, i hvilken vid og humor og godmodig satire havde en rig plads, hans dannelse med vidtrækkende interesser, også på det filosofiske og æstetiske område, endelig traditionen fra kammerkancelliet, hvor forholdet mellem ældre og yngre medarbejdere tidlig havde mistet et strengt formelt tilsnit, alt bidrog til at give Unsgaards personlighed et ganske andet præg end det, de fleste ville forbinde med hin betegnelse. Heri ligger forklaringen af, at der, ved siden af anerkendelsen af embedsmandens dygtighed, hos alle, hvem Unsgaard trådte i forhold til, voksede frem en personlig yndest og hengivenhed, som fik smukke udtryk så vel ved hans afgang fra statstjenesten som efter hans død.
Unsgaard var 2 gange gift, første gang (1826) med Mariane Elisabeth Dresing (f. 1790), hvis fader, Nicolai Dresing, var præst ved Vartov. Efter hendes død (1849) ægtede han (1850) Vilhelmine Alvilda Herbst (f. 30. april 1816), søster til arkæologen C.F. Herbst. Hun døde allerede 8. juli 1851.